# 恩斯特·罗姆
恩斯特·尤利乌斯·金特·羅姆（德語：Ernst Julius Günther Röhm，1887年11月28日—1934年7月1日），是德国纳粹运动早期高层人士，衝鋒隊的组织者。在纳粹党在德国执政之后，罗姆希望发起二次革命，将商界、社会界和政治界的精英从德国经济政治的权力职位上赶出去。其更加激进的社会主义倾向越发明显，与纳粹党领袖希特勒政见越发不合。最终，希特勒在1934年的「長刀之夜」中将其谋杀，并捏造了其企图政变的阴谋。此后，纳粹党便彻底走上了个人独裁的道路。

## 早年经历
羅姆出生于慕尼黑的一个铁路警察家庭。他年轻时曾参加第一次世界大戰，并由于面部受重傷而留下疤痕。戰後加入反共组织自由軍團。1920年加入納粹黨，協助希特勒組建衝鋒隊。
1923年的啤酒館政變失敗後，羅姆於次年被法院判處入獄15個月，但在判刑後隨即獲釋，條件是保持行為良好。
羅姆曾出國到玻利維亞擔任軍事顧問，後來接受希特勒的邀請返回德國，於1931年初出任衝鋒隊參謀長。

## 二次革命理论
羅姆及衝鋒隊以「國家社會主義革命」先鋒自居。希特勒當上德國總理後，羅姆及衝鋒隊期望德國會推行激進改革，同時為他們帶來更大權力和回報。
羅姆當時是納粹黨內社會主義派系的最重要人物之一。他們大致上抗拒資本主義，提倡把主要工業企業國有化，“擴大工人对生产资料的控制權”，以及“没收和重新分配舊貴族等上层阶级的财产和财富”，以及社會平等。羅姆提出針對「反動派」的「二次革命」，正如納粹黨以前對付共產黨人及其他政敵那樣。
那些協助希特勒取得政權的商界人物對羅姆的主張感到不安，希特勒迅即向商界保證不會有二次革命。許多衝鋒隊員出身於工人階級，支持推行社會主義路線，對新政府缺乏社會主義色彩感到失望。羅姆曾經公開批評希特勒沒有貫徹國家社會主義革命。冲锋队制服颜色是褐色，俗称“褐衫军”。希特勒批评冲锋队的社会主义倾向，称这些人实际上是外褐内红的“牛排纳粹党”。
褐衫军与后来居上的希姆莱领导的“黑衫军”即党卫军发生争斗数场，褐衫軍落败致罗姆失势。
1934年2月，羅姆要求衝鋒隊與國防軍合併。陸軍大加反對，認為衝鋒隊只是一群烏合之眾，合併會引致軍隊失去榮譽及紀律。
最後，7月1日，羅姆以政變的罪名在监狱中被槍決。但照片显示罗姆身穿囚服中弹倒卧血泊中疑似被槍決。

## 个人生活
罗姆自称在1924年发现了自己的同性戀傾向。1931到32年，罗姆成为针对其同性恋性向的新闻宣传的焦点。各种不同倾向的反纳粹者希望，此举能让他们打击希特勒本人，阻止他在政治上的崛起。
他对同性恋的关注点是军事和战士，视其为一种将同志情谊与自我牺牲的纪律结合在一起的观念，与女性气质明显区分开来。
1932年德國总统选举前夕，德国退出納粹黨的社民党宣传家赫尔穆特·克洛次公开了罗姆写给医生卡尔-京特·海姆索思的三封信 ，信中罗姆承认了他的性取向。此次宣传活动试图利用人们当时对同性恋的刻板印象，煽动恐同情绪来抹黑纳粹党人。
在魏瑪共和國早期，同性恋是被默许但是一定程度需要避讳的。尽管丑闻引发了轩然大波，但希特勒仍然毫不犹豫地站在罗姆面前，因为他仍需要罗姆和衝鋒隊。其后，有医生发表了“罗姆信件”（Röhm-Briefe）。在信中，他将罗姆的同性恋倾向称为令人厌恶和变态的，并宣称其与納粹党的道德价值观以及健康的国民体格不相容。1934年，希特勒在处决罗姆之后，以其同性恋为由将迫害同性戀更加正当化，并声称自己在1934年才得知此事。罗姆被杀后，纳粹党政府对同性恋者的迫害和屠杀也急剧增加。